# عمليات الموساد
منذ قيامها عام 1948، على أراض فلسطينية محتلة؛ تبنت إسرائيل سياسة الاغتيالات والتصفية الجسدية كعقيدة راسخة في تعاملها مع الفلسطينيين، من دون التفات لأي تبعات سياسية أو قانونية.
- الكونت فولك برنادوت

 
اتفقت منظمتا أرغون التي يرأسها مناحيم بيغن وشتيرن برئاسة إسحق شامير على اغتياله، ونفذت بالفعل عملية الاغتيال في 17 سبتمبر/ أيلول 1948، فمات عن عمر يناهز الـ 53 عاماً.
- بهاء أبو العطا

 
تعرض لعدة محاولات اغتيال من جانب إسرائيل خلال السنوات الماضية، وأصيب بجروح خلال إحداها في عام 2012، كما نجا من محاولة اغتيال خلال الحرب الإسرائيلية على غزة عام 2014.
أدرجته الولايات المتحدة ضمن قائمتها للإرهاب، إلى جانب عدد من قيادات حركتي الجهاد وحماس.
وقتل إلى جانب زوجته بعد قصف جوي إسرائيلي لمنزله، بمنطقة الشجاعية شرق مدينة غزة، وأصيب طفلاه بجروح خطيره، فجر الثلاثاء 12 من نوفمبر/ تشرين الثاني عام 2019.
وأكدت سرايا القدس أن ردها على اغتيال أبو العطا "لن يكون له حدود، وسيكون بحجم الجريمة التي ارتكبها العدو".
- غسان كنفاني

 
استشهد كنفاني يوم 8 تموز/ يوليو عام 1972 ، بانفجار سيارة فخخها عملاء إسرائيلون في بيروت، لبنان. وكانت بصحبته ابنة أخته لميس.[بحاجة لمصدر]
- وديع حداد

 
تقول الرواية الأكثر شهرة أنه في سنة 1977 كان وديع حداد في اجتماع مع بعض القيادات في بغداد، وبعد تناوله للقهوة تقيأ وأصيب بآلام في بطنه، وبدأت صحته تتدهور حينا وتتحسن حينا.
وفي يناير/كانون الثاني 1978 نُقل للجزائر، ولكن حالته زادت تدهورا فنقل بعد ذلك إلى ألمانيا للعلاج في مستشفى شارتيه ببرلين.
وفي الثامن والعشرين من مارس/آذار 1978 فارق الحياة بسبب المرض الذي لم يُعلن عنه حتى اليوم.
وقد اتصلت الجزيرة بإدارة المستشفى من أجل الاطلاع على التقرير الطبي، لكن قسم الأرشيف قال إن اسم وديع حداد لا يوجد في قوائم الإدارة مما يعني أنه دخله باسم مستعار.
- خليل الوزير (أبو الحهاد)

 
صحيفة « يديعوت احرونوت» كانت قد نشرت قبل سنوات تحقيقا عن جريمة اغتيال الوزير، وأكدت ان يعلون تثبت بنفسه من موته وأطلق عشرات الرصاصات عليه وهو ممدد على أرضية بيته سوية مع جنود آخرين أفرغوا بجسده مجتمعين نحو 70 رصاصة.
كما كشفت الصحيفة الاسرائيلية وقتها أن الجندي الذي كان أول من أصاب الوزير برصاصات قاتلة قد قتل وتقطعت أوصاله بحادث سير وهو يقود دراجة في طريق وادي عربة نحو مدينة إيلات.
- صلاح خلف (المعروف بلقب أبو إياد)

عد خمس محاولات لاغتيال أبو إياد، نجح أبو زيد في قتله في المرة السادسة، وقد كان بإمكان الأمن الفلسطيني إحباط عملية الاغتيال لولا إهمال أبو إياد لثغرات أمنية وحوادث سبقت عملية الاغتيال، من ضمنها عدم التحقيق في اختفاء المسدس الذي نفذت به العملية.
- كمال عدوان

حرص جنود البحرية مع وصولهم إلى الشاطىء ليلاً على عدم تخريب الشكل التنكري لجنود "سيرت متكال"، تحديدًا أولئك الذين تنكروا بزيٍ نسائي وكان رجال "الموساد" ينتظرونهم في مرآب الفندق، حيث بدأت السيارات بالسفر لتنفيذ العملية. وفي اليوم التالي، 10 نيسان، وقعت عملية اغتيال القادة الثلاثة، كمال عدوان وكمال ناصر ويوسف النجار، أما "أبو جهاد" فلم يكن موجودًا في البناية، و"أبو إياد" غادرها قبل ساعاتٍ من التنفيذ، وبذلك نجى الرجلان من الاغتيال إلى حين تمت تصفيتهما في عمليتين منفصلتين لاحقًا.
- أبو يوسف النجار
- هايل عبد الحميد
- فتحي الشقاقي
- يحيى عياش
- عباس الموسوي
- أحمد ياسين
- عبد العزيز الرنتيسي
- أبو علي مصطفى
- إسماعيل أبو شنب
- إبراهيم المقادمة
- جمال منصور
- جمال سليم

- صلاح شحادة
- عدنان الغول
- محمود أبو الهنود
- رائد الكرمي
- جهاد العمارين

- محمود المبحوح
- سعيد صيام
- نزار ريان
- أحمد الجعبري
- رائد العطار
- محمد أبو شمالة
- عمر الناي
- محمد الزواري